# Carlo Westphal
Pour les articles homonymes, voir Westphal.
Carlo Westphal (né le 25 novembre 1985 à Wolmirstedt en Saxe-Anhalt) est un coureur cycliste allemand.

## Palmarès

### Palmarès amateur
- 2003
  - Classement général du Tour de Basse-Saxe juniors
- 2004
  - Cottbus-Görlitz-Cottbus
  - 2e étape du Tour de Thuringe
  - 3e de l'Erzgebirgsrundfahrt
  - 3e du championnat d'Allemagne sur route espoirs
- 2005
  - Erzgebirgsrundfahrt
  - 4e du championnat du monde sur route espoirs

### Palmarès professionnel

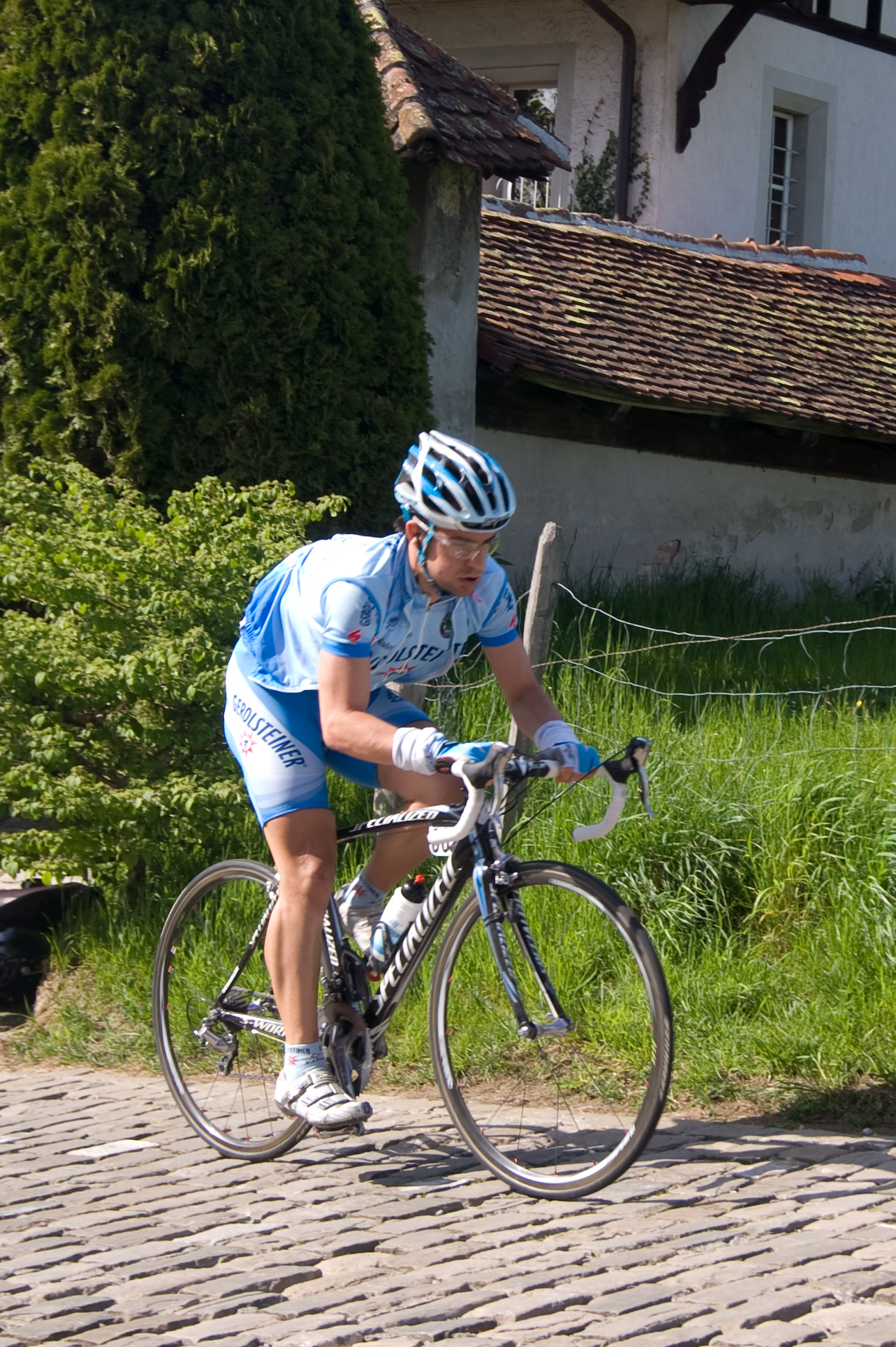
Lors de la deuxième étape du Tour de Romandie 2008.

- 2008
  - 5e étape de l'Eneco Tour

## Classements mondiaux
| Année              | 2005 | 2006  | 2007 | 2008 | 2009 |
| ------------------ | ---- | ----- | ---- | ---- | ---- |
| Classement ProTour |      |       |      | 111e |      |
| UCI Asia Tour      |      |       |      |      | 207e |
| UCI Europe Tour    | 525e | 1078e |      |      |      |